# Горан Буњевчевић
Горан Буњевчевић (Карловац, 17. фебруар 1973 — Београд, 28. јун 2018) био је српски фудбалер.

## Рана младост и почетак играчке каријере
Рођен је 17. фебруара 1973. године у Карловцу, а детињство је провео у Сплиту. Његов отац био је војни официр. Фудбалску каријеру започео је у сплитском Хајдуку, заједно са братом Мирком Буњевчевићем, бившим фудбалером и тренером. Након избијања рата, заједно са породицом преселио се у Београд.
Након играња у дресу нижеразредних београдских клубова БАСK и Графичар, постао је првотимац београдског Рада (1994–97) где је на 76 првенствених утакмица постиже 5 голова, а након тога заиграо за Црвену звезду.

### ФК Црвена звезда
За Црвену звезду играо је у периоду од 1997—2001. године, наступио на 169 званичних утакмица и постигао 19 голова. Са Црвеном звездом освојио је две шампионске титуле, 2000. и 2001. године, као и два Купа СР Југославије, 1999. и 2000. године.
Током прве сезоне у ФК Црвена звезда забележио је 39 утакмица уз четири постигнута гола, два против ФК Обилић. У полусезони1998/99., Буњевчевић је преузео капитенску траку, коју је носио две и по сезоне. Као капитен први трофеј освојио је 1999. године, када је његов тим савладао ФК Партизан у финалу купа, резултатом 4—2, а Буњевчевић је у тој сезони био играч са највише наступа у тиму.
У сезони 1999/2000 одиграо је свих 49 утакмица у шампионату, Купу Југославије и Купу УЕФА, а постигао је седам голова и поново био играч са највише наступа у тиму.
Године 2000. проглашен је за најбољег спортисту СД Црвене звезде.
У последњој сезони у дресу Црвене звезде, Буњевчевић је одиграо 45 мечева уз један постигнут гол.

### ФК Тотенхем
Од 2001. године носио је дрес енглеског премијерлигаша Тотенхема, где је одиграо 51 утакмицу. Дебитовао је 18. августа 2001. године, када је његов тим одиграо играо против ФК Астон Вила, а утакмица је завршена резултатом 0—0.
Доживео је повреду кичме на утакмици против Челсија, која је трајала скоро до краја сезоне. Наредне, сезоне 2002/03 повреде су престале, а тренер Тотенхема прикључио га је првој постави, играо је на позицији одбрамбеног играча, да би касније играо на позицији левог крила. Тим је напустио 26. маја 2006. године.

### ФК АДО Ден Хаг
Након одласка из Тотенхема, прикључује се ФК АДО Ден Хаг, где је играо у периоду од 2006—2007. године. У дресу холандског клуба одиграо је 24 утакмице и постигао један гол. У овом клубу завршио је играчку каријеру.

### Репрезентативна каријера
Као репрезентативац Југославије и СЦГ одиграо је 16 мечева. Дебитовао је 1998. у пријатељском сусрету против Израела (2:0), а последњи сусрет за репрезентацију одиграо је против Велса (2:3) у Кардифу 2003. године у квалификацијама за Европски шампионат.

## Каријера руководиоца
Након завршетка играчке каријере положио је за Б УЕФА лиценцу 2008. године, а 2010. добио и А лиценцу УЕФЕ. Године 2012. дипломирао је спортски менаџмент на београдском Универзитету Алфа. Говорио је течно енглески језик.
Почетком марта 2008. године постао је спортски директор Црвене звезде, где је на том месту заменио Стевана Стојановића. Оставку је поднео 29. августа исте године после лоших игара Црвене звезде у припремном периоду и ране елиминације у УЕФА купу од кипарског АПОЕЛ-а.
У периоду од децембра 2011. до 2014. године био је генерални директор ФК Земун.
Маја 2016. године изабран је у извршни одбор Фудбалског савеза Србије, под новим председником, Славишом Кокезом.

## Смрт
Буњевчевићу је између 19. и 20. маја 2018. пукла анеуризма и имао је излив крви у мозак, због чега је хитно оперисан, након чега су му се лекари борили за живот.
Преминуо је 28. јуна 2018. године у Београду. Сахрањен је два дана касније на Новом бежанијском гробљу. Био је ожењен и отац једног детета.